# الاغتذاء
الاغتذاء (Nutritionism) هو نموذج فكري مفترض أو النظرية القائلة بأن العناصر الغذائية الموجودة بالطعام والمحددة على نحو علمي هي التي تحدد قيمة كل مادة غذائية على حدة في أي نظام غذائي. بعبارة أخرى، إنها الفكرة القائلة بأن القيمة الغذائية لأي طعام تتحدد بمجموع المواد الغذائية التي يحتويها، فضلاً عن الفيتامينات والمكونات الأخرى. كما يتضمن المصطلح معنى آخر يكمن في أن الهدف الوحيد من تناول الطعام هو تحسين صحة الجسم. ويعد هذا المصطلح ازدارئيًا إلى حد كبير، حيث يفترض أن هذه النظرة للطعام هي نظرة غير واقعية من حيث الإفراط في التبسيط وضارة في الوقت نفسه، كما أن هذا المصطلح عادةً ما يُستخدم لوصف آراء أخرى. ويعد الصحفي مايكل بولان أبرز مؤيدي هذا المصطلح، حيث يؤمن أن القيمة الغذائية لأي طعام تكون «أكبر من مجموع أجزائه».
وينسب هذا الاتجاه من الأساس لجيورجي سكرينيز، كما روج له مايكل بولان. وينظر بولان إلى نظرية الاغتذاء على أنها «افتراض واسع الانتشار، ولكن لم يتم دراسته بالشكل الكافي... وهي النظرية التي تقول بأن تقييم الطعام يتوقف على أساس العناصر الغذائية التي يحتويها»، ولكن بما أن هذه العناصر الغذائية غير مرئية، لذا يعد اللجوء لخبراء تغذية للمساعدة في اختيار الطعام الأمثل أمرًا ضروريًا في الوقت الراهن. ولأن العلوم الحالية ليس لديها الفهم الكافي لمدى تأثير الطعام على الجسم، يرى بولان أن الاعتماد فقط على المعلومات المتعلقة بالمواد الغذائية قد أدى إلى اتخاذ الأشخاص عمومًا وواضعي الأنظمة الغذائية قرارات خاطئة فيما يتعلق بالتغذية على نحو متكرر. ومن ثم يُرجع بولان السبب في العديد من المشكلات الصحية المتعلقة بالنظام الغذائي في العالم الغربي حاليًا إلى الاغتذاء. ويستخدم بولان الدين كاستعارة لتشبيه الاغتذاء، فكما يجب الاستعانة بـ «القساوسة» لتفسير مبادئ الأرثوذكسية[ ؟ ] الحديثة للبشرية جمعاء، يجب أيضًا أن نستعين بعلماء التغذية والصحفيين لتفسير الاغتذاء. ويكمل بولان تشبيهه، فيرى أن الاغتذاء قام بتقسيم العالم إلى عناصر جيدة وعناصر ضارة، كما فعلت العديد من الأديان، بالرغم من أن هذه العناصر الجيدة والضارة قد تتغير بشكلٍ جذري مع الوقت. كما يؤمن بأن أكثر ما يعيب الاغتذاء في طبيعته كونه يتحيز لفلسفة الاختزال، حيث يميل العلم إلى عزل ودراسة العناصر الغذائية كل على حدة بعيدًا عن سياقها الطبيعي مثل النظام الغذائي والثقافة، بالرغم من أن هذه العوامل أثبتت بشكلٍ متكرر أن لها تأثيرًا جوهريًا أساسيًا على النتاج المتعلق بالتغذية. وحتى عندما حاول العلماء دراسة مثل هذه العوامل كالأنظمة الغذائية والثقافة وأنماط الاستهلاك طويلة المدى، واجهتهم العديد من الصعاب البالغة في التوصل لمعايير دقيقة تتعلق بالعناصر الغذائية كل على حدة، كما أدت هذه الدراسات في أحسن الأحوال إلى الخروج بنتائج غير كاملة، بل وأدت في بعض الأوقات إلى الخروج بنتائج مضللة أو ضارة في أسوئها.
إن نظرية الاغتذاء هي نظرية تم وضعها من قِبل علماء التغذية، بالمقارنة بمؤيدي نظرية الطعام الصحي، الذين يقولون إن هناك أنواعًا معينة من الطعام لها فوائد إعجازية كبيرة تتعلق بتوفير العلاج.[بحاجة لمصدر]
وقد كتب بين جولداكر أن نظرية الاغتذاء، أو نسبتها إلى العلماء، هي «الهراء الشائع» في هذه الآونة؛ كما ذكر أيضًا أنها ما هي إلا «نتاج لتفسيرات خاطئة توصل إليها طلاب حديثو التخرج عند تحليلهم لبيانات علمية موجودة» ومن وجهة نظره، فإن الباحثين المهنيين والخبراء الطبيين يتحملون جزءًا من الانتقاد الذي تم توجيهه لنظرية الاغتذاء، حيث إنهم في بعض الأحيان كانوا يقومون بوضع توقعات غير واقعية عن الفوائد المحتملة لأبحاثهم. غير أن أول من أيد هذه النظرية هم مصنعو الطعام الصحي، والأشخاص الذين يجعلون من أنفسهم «مرشدين روحيين»، والصحفيون الذين ليس لديهم معرفة جيدة بالعلوم والأمور المتعلقة بها، كل هذا إلى جانب الجمهور الساذج المستعد لتصديق أي من النظريات التبسيطية التي يتم عرضها في وسائل الإعلام.
وردًا على ما سبق، فقد ذكر باحث واحد على الأقل، وهو دانييل إنغبير، أن موقف بولان المعارض لنظرية الاغتذاء أو المعارض لعلم الأغذية قد تم اتخاذه بناءً على تفكيرٍ عقائدي في حد ذاته. ويقول دانييل «ربما تعد التغذية الحديثة أيديولوجية أكثر منها علمًا، كما هو الحال في نظرية بولان الدارونية في التغذية. . وبالنسبة لهاتين الأيديولوجيتين، فإن كلاً منهما تعارض الأخرى تمامًا، حيث تهتم إحداهما بالتفكير العلمي المتطور من جانب، وتهتم الأخرى بالتقاليد المحافظة للطهي من جانب آخر.» ويكمن أحد أوجه النقد في هذا الخصوص في أنه على الرغم من أن العديد من الدراسات العلمية الخاصة بالتغذية أو الاستنتاجات التي توصل إليها كل من العلماء والصحفيين كانت سيئة وغير صحيحة، فإنه يتعين عدم رفض الجانب العلمي على الإطلاق عند الحديث عن التغذية. هذا وقد لاحظ أحد ناقدي نظرية بولان المعارضة لمبدأ الاغتذاء أن دراسة الفيتامينات والعناصر الغذائية للطعام أدت إلى إحداث تطور كبير في علاج العديد من الأمراض مثل داء بري بريأو داء البثع، وذكر أيضًا أن المزيد من التقدم في علوم الغذاء قد يساعد كثيرًا في مكافحة العديد من الأمراض الأخرى وتحسين الحالة الصحية للبشر. ولا يجب أن تكون التعقيدات الموجودة في علم الغذاء سببًا في ترك البحث العلمي الممنهج على الإطلاق فيما يخص التغذية. ويقول دانييل أيضًا إن بولان قد تحدث عن النظام الغذائي لأسلافنا بمثالية مبالغ فيها، ويعتقد أيضًا أن هذه الأنظمة قد لا تتناسب مع احتياجاتنا في العصر الحديث.